# Мови Ірландії
В Ірландії використовується низка мов. З кінця вісімнадцятого століття англійська мова стала переважно першою мовою, витіснивши ірландську. Велика меншість заявляє про певну здатність користуватися ірландською мовою, і це перша мова для невеликого відсотка населення.
У Республіці Ірландія, згідно з Конституцією Ірландії, обидві мови мають офіційний статус, ірландська мова є національною та першою офіційною мовою. Північна Ірландія не має офіційної мови, при цьому англійська мова є фактично офіційною мовою Сполученого Королівства, а ірландська та ольстерсько-шотландська — визнані регіональними мовами.
 

## Мови

### Доісторичні мови
Найдавніші лінгвістичні записи в Ірландії — первісно-ірландські, приблизно з 17 століття до н. е., якими розмовляли в Ірландії залізного віку, зараз незворотні, хоча є деякі твердження про сліди в ірландській топонімії.

## Сучасні мови

### Англійська
Середньоанглійська мова вперше була введена поселенцями Камбро-Норманду у 12 столітті. Спочатку вона не закріпилися як широко поширена мова, оскільки нормандська еліта говорила англо-нормандською. Із часом багато нормандських поселенців вступили в шлюб і асимілювались ірландською культурою, а деякі навіть стали «більш ірландцями, ніж самі ірландці». Після завоювання Тудором Ірландії та колонії Ольстера 1610—1515 років, особливо на старому Пале, єлизаветинська англійська мова стала мовою суду, правосуддя, адміністрації, бізнесу, торгівлі та поміщицької шляхти. Одномовні носії мови ірландської мови, як правило, були з бідніших та менш освічених класів без землі. Ірландська була прийнята як народна мова, але тоді, як і зараз, вільне володіння англійською мовою було важливим елементом для тих, хто бажав соціальної мобільності та особистого просування. Після законодавчого союзу Великої Британії та Ірландії правонаступництва ірландських законів про освіту, що спонсорували ірландські національні школи та забезпечували безкоштовну державну початкову освіту, гіберно-англійська мова замінила ірландську мову. З 1850-х років середній англійській освіті сприяли як адміністрація Великої Британії, так і Римо-католицька церква. Це значною мірою допомогло хвилям іммігрантів, змушених шукати нового життя у США та по всій Імперії після Голодомору. З тих пір різні місцеві гіберно-англійські діалекти становлять народну мову по всьому острову.
Під час перепису 2002 року було встановлено, що в Республіці Ірландія проживають 103 000 британських громадян, а також 11 300 з США та 8900 з Нігерії, і всі вони говорять на інших діалектах англійської мови. Під час перепису 2006 року було перелічено 165 000 осіб із Великої Британії та 22 000 зі США. Під час перепису населення 2016 року кількість громадян Великої Британії зменшилася до рівня 2002 року: 103 113.

### Ірландська
Оригінальна первісна ірландська була представлена кельтськими мовцями. Первісна ірландська поступово перетворилася на давньоірландську, якою розмовляли між V і X століттями, а потім у середньоірландську. Середньоірландською мовою розмовляли в Ірландії, Шотландії та на острові Мен до 12 століття, коли вона почала еволюціонувати до сучасної ірландської в Ірландії, шотландської гельської в Шотландії та менської мови на острові Мен. Сьогодні ірландська мова визнана першою офіційною мовою Республіки Ірландія та офіційно визнана в Північній Ірландії та в Європейському Союзі. Громади, які розмовляють ірландською мовою як першою мовою, як правило, у спорадичних регіонах на західному узбережжі острова, спільно називаються Гелтахт.
Під час перепису 2016 року ірландською мовою було заповнено 8068 переписних листів, і трохи менше 74 000 заявили, що вони щодня розмовляють нею. 70 % населення підтвердили, що не можуть або не говорять ірландською, причому 1,7 % говорять нею щодня. Загальна кількість людей, які відповіли «так», щоб мати можливість якось говорити ірландською, у квітні 2016 року становила 1 761 420, що становить 39,8 відсотка респондентів із 4 921 500 населення (за оцінками 2019 року) в Республіці Ірландія.

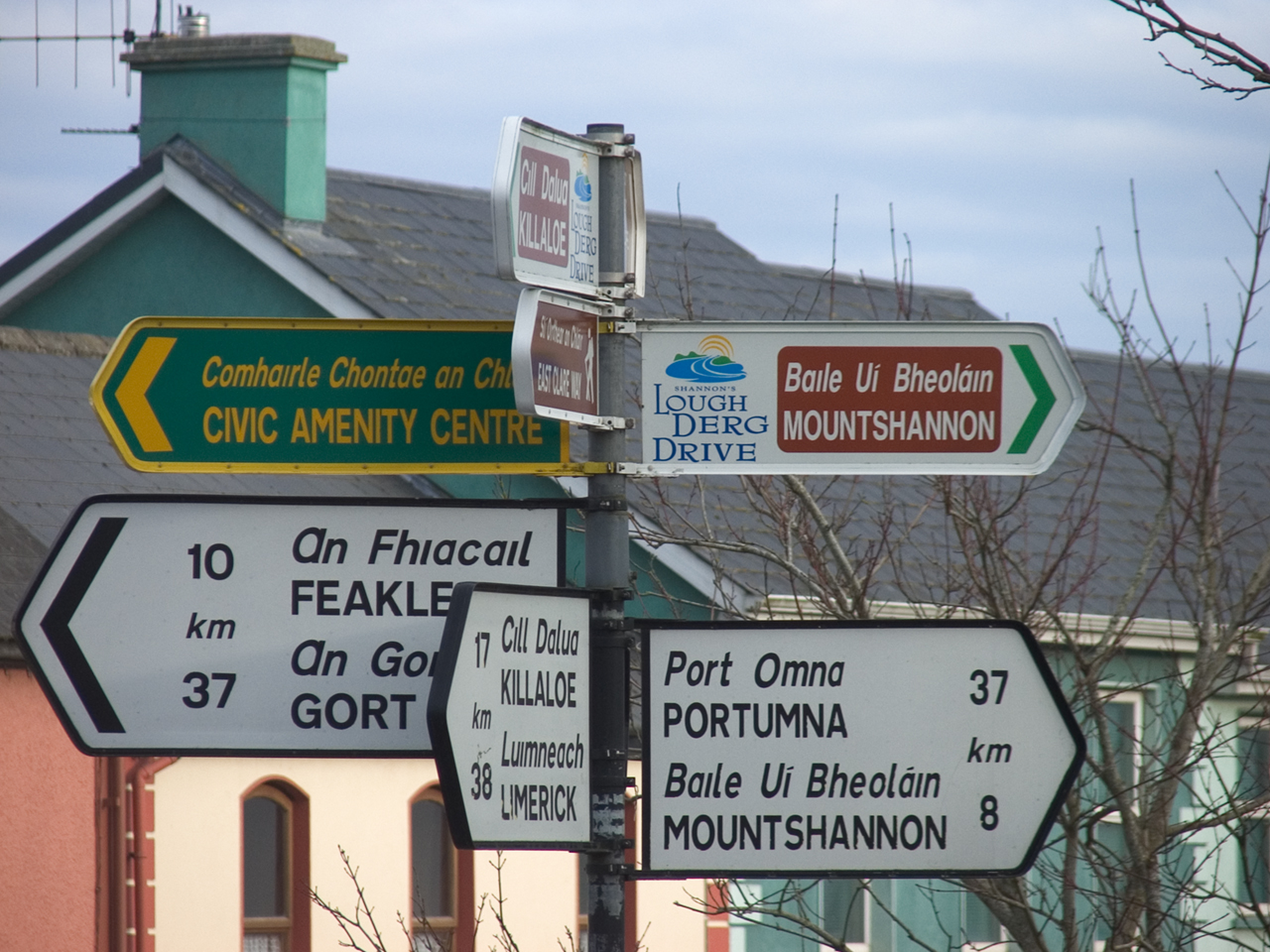
Двомовні дорожні знаки в місті Скаріф, графство Клер

Хоча використання ірландської мови в освітньому та радіомовному контексті стрімко зросло з початковою/середньою школою та яслами ірландською мовою понад 600, англійська мова досі переважно домінує майже у всіх соціальних, економічних та культурних контекстах. У засобах масової інформації є ірландськомовна телевізійна станція TG4, Cúla 4 — дитячий супутниковий канал, 5 радіостанцій, таких як національна станція RTÉ Raidió na Gaeltachta, Raidió na Life у Дубліні, Raidió Fáilte в Белфасті, а також молодіжна радіостанція Raidió Rí-Rá. Є також кілька газет, таких як Tuairisc.ie, Meon Eile, Seachtain (щотижневий додаток в Irish Independent) та низка журналів, включаючи Comhar, Feasta та An Timire. Є також епізодичні колонки, написані ірландською мовою в англомовних газетах, зокрема The Irish Times, The Irish News, The Irish Examiner, Metro Éireann, Irish Echo, Evening Echo та Andersonstown News. Усі 40 або близько того радіостанцій в Республіці повинні мати щотижневі програми ірландською мовою, щоб отримати ліцензію на мовлення. Подібним чином RTÉ веде інформаційне шоу Nuacht ірландською та Léargas, документальне шоу ірландською мовою з англійськими субтитрами. Закон про офіційні мови від 2003 р. надав багато нових прав громадянам Ірландії стосовно ірландської мови, включаючи використання ірландської мови в судовому процесі. Усі дебати Дойлу також мають бути записані ірландською мовою. У 2007 році ірландська мова стала 21-ю офіційною мовою Європейського Союзу.

### Ольстерська шотландська
Ольстерська шотландська мова, яку іноді називають уланами, — це діалект шотландської мови, на якому розмовляють у деяких районах графства Донегал та Північної Ірландії. Цьому сприяє Ольстерсько-шотландське агентство, транскордонний орган. Обговорювався її статус незалежної мови на відміну від діалекту шотландської мови.

### Шелта
Шелта — це кант, заснований як на ірландській, так і на англійській мовах, якою зазвичай спілкується громада ірландських мандрівників. Лінгвістична спільнота відома як гамон для ірландських носіїв мови та шелти. Це суміш англійської та ірландської мов, а лексифікатором є ірландська.
Шелта — таємна мова, мандрівники відмовляються нею ділитися з людьми, які не подорожують. Коли мовці шелтою зустрічаються з буферами, мандрівники замаскують структуру, щоб склалося враження, що вони взагалі не говорять на шелті. Існує побоювання, що якщо сторонні особи знатимуть цілу мову, вона буде використана для подальшої дискримінації спільноти мандрівників.

### Мови жестів
Ірландська жестова мова (ISL) — жестова мова більшості Ірландії. Вона мало пов'язана ані з розмовною ірландською, ані з англійською мовами, і більш тісно пов'язана з французькою жестовою мовою (LSF).
Північноірландська жестова мова використовується в Північній Ірландії і по-різному пов'язана з ISL та BSL. ISL також використовується в Північній Ірландії.

### Мови іммігрантів

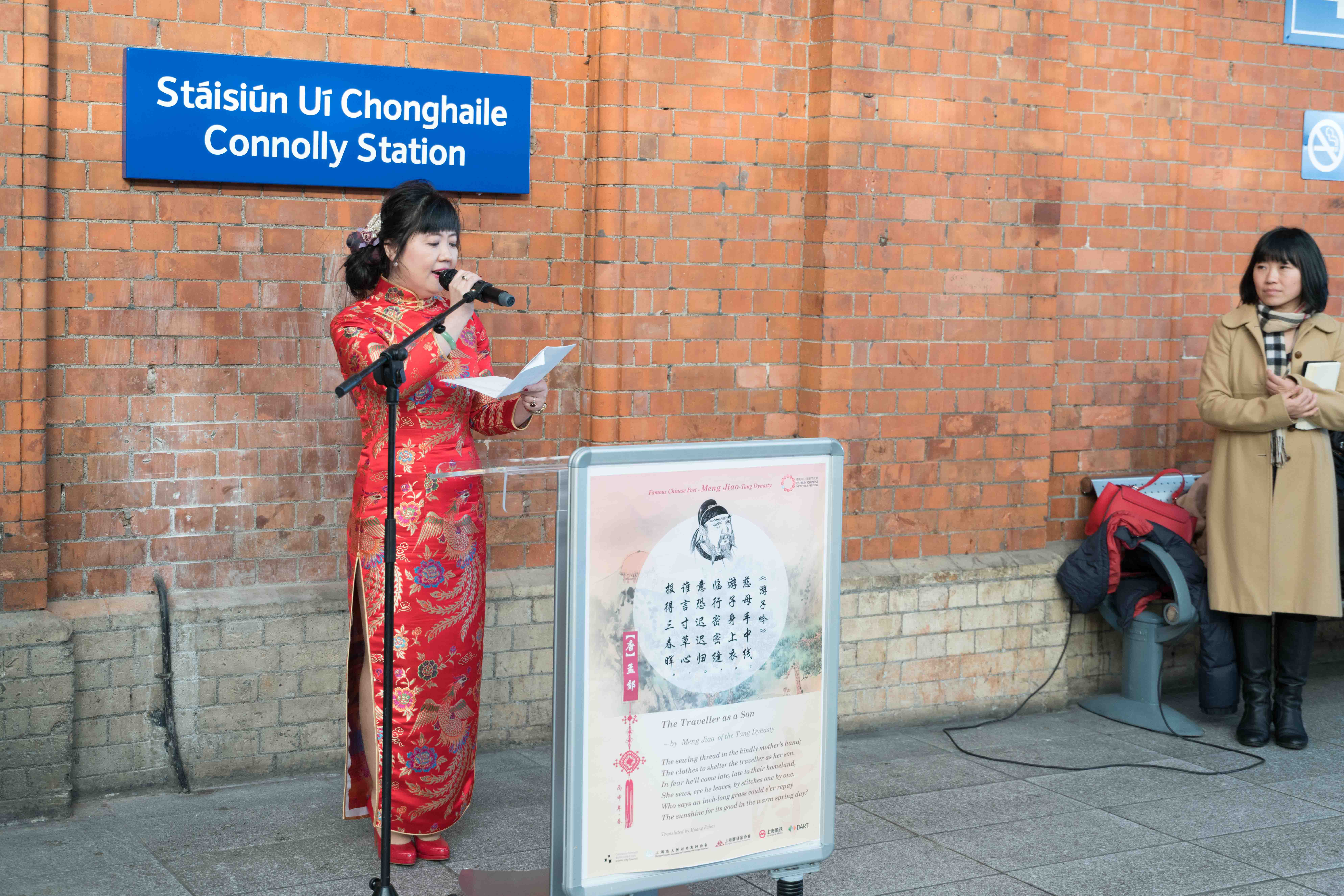
Читання китайської поезії на залізничному вокзалі Дубліна Коннолі під час святкування китайського нового року. В Ірландії налічується понад 15 000 носіїв китайської мови.

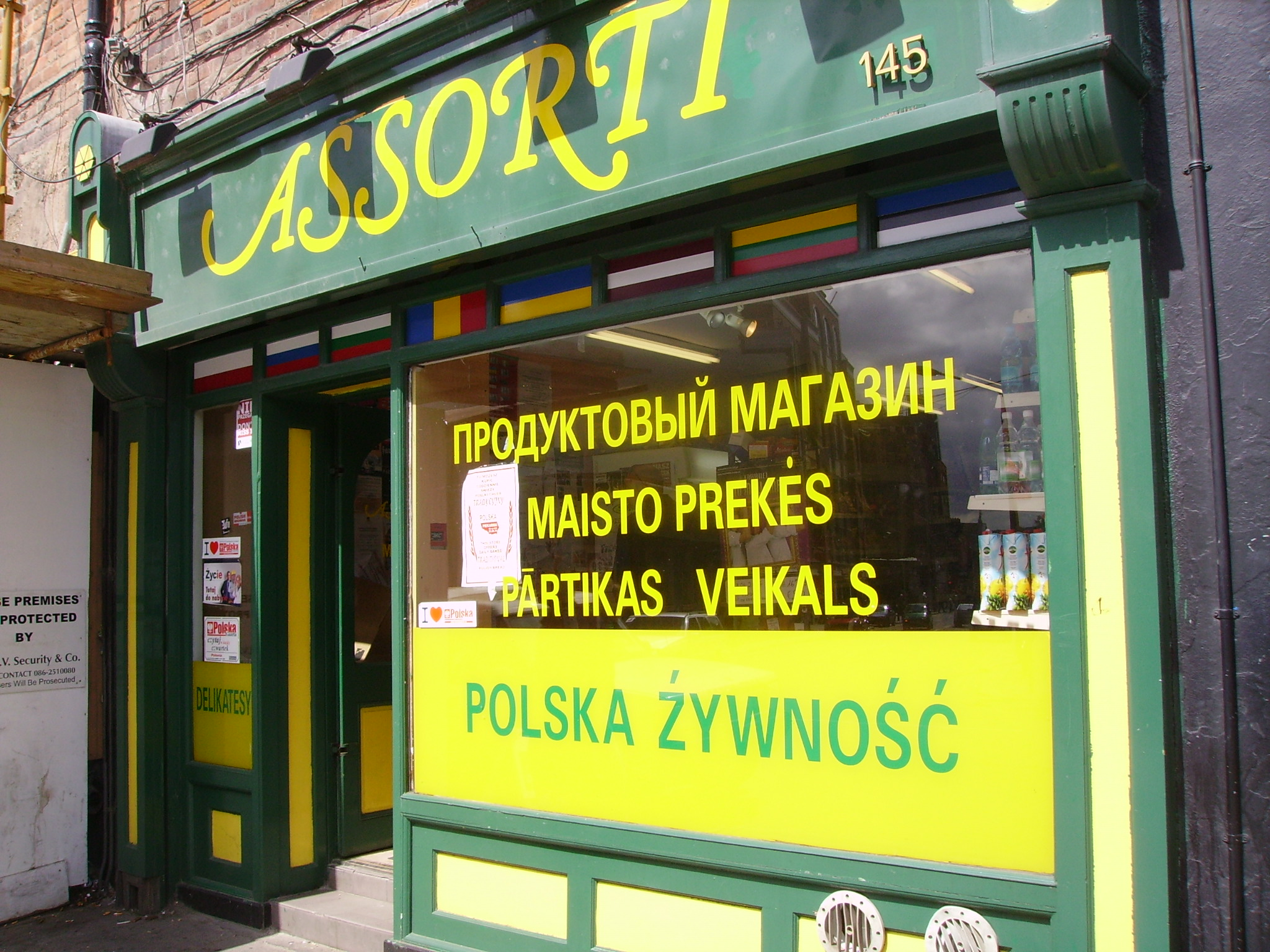
Магазин у Дубліні, де продають східноєвропейські страви, вивіски російською, литовською, латвійською та польською мовами.

Зі збільшенням імміграції в Ірландію значно зросла кількість людей, які говорять мовами. У наведеній нижче таблиці наведені цифри перепису населення 2016 року, яке зазвичай проживає та проживає в державі та говорить вдома не англійською, ірландською або жестовою мовами.

## Вимерлі мови
Жодною з цих мов не розмовляла більшість населення, але представляє історичний інтерес, даючи запозичені слова ірландській та гіберно-англійській мовам.

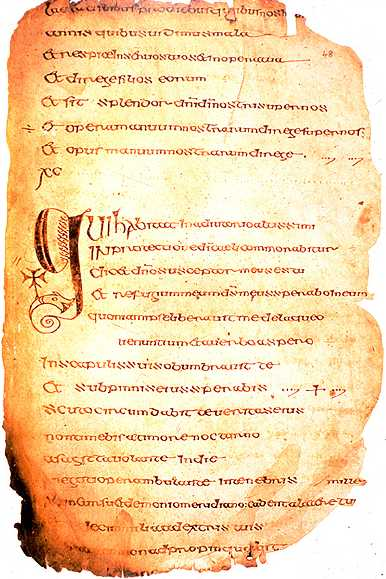
Каташ св. Колумби 6 ст. на вульгарній латині, написаний в Ірландії.

### Латина
Пізня латина була запроваджена першими християнами бл. 500 р. Вона залишалася церковною мовою, але також була офіційною письмовою мовою до і після нормандського завоювання в 1171 році. Церковна латина використовувалась римо-католицькою церквою для служіння до Другого Ватиканського собору в 1962–65. Латинська мова все ще використовується в невеликій кількості церков у Дубліні Корку, Лімеріку та Стамуллені.

### Нормандська мова
Норманські поселенці (особливо їх еліта) запровадили нормандську або англо-нормандську мову під час вторгнення норманів в Ірландію в 1169 році. З нього виплив «Закон французької мови», який продовжує використовуватися сьогодні для певних юридичних цілей в обох юрисдикціях на острові.

### Йола
Йола був діалектом середньоанглійської мови, який зберігся у графстві Вексфорд до 19 століття.

### Фінгальська
Фінгальська мова була подібна до йоли, але говорили нею у Фінгалі до середини 19 століття.

## Мовна освіта

### Республіка Ірландія
У початкових школах більшість учнів навчаються говорити, читати та писати ірландською та англійською мовами. Переважна більшість шкіл викладають англійською мовою, хоча дедалі більша кількість гельсколів викладають ірландською. Більшість студентів другого рівня обирають вивчати англійську мову як рідну мову, а ірландську та інші мови континентальної Європи — як іноземну мову. Департамент освіти не пропонує ірландську мову як рідну мову. Професор Девід Літтл (листопад 2003 р.) сказав, що існує нагальна потреба в запровадженні ірландської гельської навчальної програми рідної. Він процитував доповідь An Bord Curaclaim agus Scrúduithe (Навчальної програми та екзаменаційної комісії) Звіт Ради з вивчення мов, Дублін, 1987: «Слід зазначити … що потреби ірландців як рідної на рівні після початкової школи повністю ігнорується, оскільки в даний час з точки зору навчальної програми та навчального плану не визнається жодних мовних відмінностей між учнями ірландської мови як рідної та іноземної». Мови континентальної Європи, доступні для юніорського свідоцтва та диплома про закінчення навчання, включають французьку, німецьку, італійську та іспанську мови; студенти, які залишають сертифікат, також можуть вивчати арабську, японську та російську мови. Деякі школи також пропонують давньогрецьку, іврит та латинську мову на другому рівні.
Студенти, які не іммігрували до Ірландії до десяти років, можуть отримати звільнення від вивчення ірландської мови. Учні з труднощами у навчанні також можуть шукати звільнення. Недавнє дослідження показало, що більше половини учнів, які отримали звільнення від вивчення ірландської мови, продовжували вивчати континентально-європейську мову. Далі наводиться перелік іноземних мов, прийнятих на рівні диплома про закінчення навчання у 2007 році, за яким слід відсоток усіх студентів, які беруть математику для порівняння (математика є обов'язковим предметом).
| Мова             | Вищий рівень | Звичайний рівень | Усього кандидатів | % математики |
| ---------------- | ------------ | ---------------- | ----------------- | ------------ |
| Англ. рідна      | 31 078       | 17 277           | 48355             | 98,79 %      |
| Ірл. іноземна    | 13831        | 25 662           | 44 018            | 89,94 %      |
| Франц. іноземна  | 13770        | 14 035           | 27 805            | 56,695 %     |
| Нім. іноземна    | 4,554        | 2985             | 7539              | 15,372 %     |
| Ісп. іноземна    | 1533         | 1,127            | 2660              | 5.424 %      |
| Італ. іноземна   | 140          | 84               | 224               | 0,457 %      |
| Латинська        | 111          |                  | 111               | 0,226 %      |
| Япон. іноземна   | 90           |                  | 90                | 0,184 %      |
| Араб. іноземна   | 117          | 13               | 130               | 0,265 %      |
| Рос. іноземна    | 181          |                  | 181               | 0,369 %      |
| Латис. іноземна  | 32           |                  | 32                | 0,065 %      |
| Лит. іноземна    | 61           |                  | 61                | 0,125 %      |
| Голлан. іноземна | 16           |                  | 16                | 0,033 %      |
| Португ. іноземна | 27           |                  | 27                | 0,055 %      |
| Пол. іноземна    | 53           |                  | 53                | 0,108 %      |
| Рум. іноземна    | 25           |                  | 25                | 0,051 %      |

### Північна Ірландія
Переважаючою мовою в системі освіти в Північній Ірландії є англійська, середні школи Ірландії викладають виключно ірландською мовою. ULTACH траст координує просування ірландської мови в середніх школах англійської мови, за кваліфікацією GCSE та рідного рівня вона є третьою за популярністю сучасною мовою в Північній Ірландії та в першій десятці у Великій Британії. Збільшується використання ірландської мови GCSE та ірландської мови рівня рідної, також збільшується використання мови.